# 靜岡放送
靜岡放送株式會社（日语：／ Shizuoka Hōsō */?），通稱靜岡放送、SBS，是日本的一家以靜岡縣為播出範圍的廣電兼營台，與靜岡新聞共同組成「靜新SBS集團」。靜岡放送的廣播服務是JRN及NRN聯播網成員，識別呼號是JOVR；電視服務是JNN聯播網成員，識別呼號是JOVR-DTV，遙控器號碼是6頻道。靜岡放送總部位於靜岡市，但在靜岡縣西部的濱松市設有濱松總局，在東部的沼津市設有東部總局:174-177。此外靜岡放送還在靜岡縣外的東京、大阪、名古屋設有分公司，主要進行廣告業務:151-153。

## 歷史

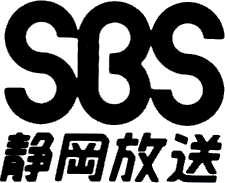
靜岡放送第二代商標，在1972年至2003年使用

1950年「電波三法」（《電波法》、《放送法》、《電波監理委員會設置法》）通過之後，日本各地開始出現民營廣播公司:43。1951年7月，時任靜岡新聞社社長大石光之助亦有意申請民營廣播播出執照，但當時已有其他團體以「靜岡放送」名義申請播出執照。在當地的財界的撮合下，最終對方同意「靜岡放送」改為由靜岡新聞為主體，並在1952年9月獲得播出執照:43。同年10月1日，靜岡放送正式成立，並在1個月後的11月1日開始播出節目，是日本第17家民營電台:44。
1953年9月，靜岡放送就申請獲得電視播出執照，但直到5年後的1958年2月才獲得電視播出執照。1958年11月1日，靜岡放送開始播出電視節目，是日本第12家民營電視台:46。翌年靜岡放送加入JNN聯播網，得以大幅降低新聞映像的調達費用:47。據1965年5月時的調查，靜岡放送佔據靜岡縣全日平均73.6%的收視份額。在靜岡縣第二家民營電視台靜岡電視台開播之後，1971年11月，靜岡放送仍維持這一數字在50.7%:48-49。開播初期，靜岡放送電視部門一天的播出時間只有5小時23分。1963年5月，靜岡放送開始在早晨播出電視節目:49。3年後的1968年10月，靜岡放送電視開始逐漸實現全天播出:49。1967年5月，靜岡放送首次開始播出彩色電視節目:53。
靜岡放送最初在靜岡新聞社的總部辦公，但隨著業務增加而空間逐漸不敷使用，因此決定修建新總部。1970年3月，靜岡放送新總部竣工。該建築由著名建築家丹下健三設計，地上有18層，地下有1層，總樓面面積33,000平方公尺，是靜岡放送和靜岡新聞的共同總部:52。1972年8月，在開播20週年之際，靜岡放送舉辦了「靜岡狂歡節」（フェスタしずおか）活動，並將活動實況錄影播出:58。1985年，靜岡放送和靜岡縣的其他5家電台及電視台訪問中國浙江省，6台還共同製作了紀錄片，是靜岡各台首次共同製作電視節目的嘗試:91。1993年開始，靜岡放送在JNN紐約支局派遣特派員，也是靜岡放送的首個海外特派員:123-124。
為了適應數位電視時代的設備需求，靜岡放送在2000年2月開始修建放送中心，作為數位電視時代的新總部使用。2001年4月，放送中心竣工，其地上有5層，計入鐵塔部分的話高70米，總樓面面積4,608平方公尺，並和本館設有天橋連接:135-136。靜岡放送在2003年啟用了現行商標。2005年6月1日，靜岡放送開始播出數位電視訊號，成為靜岡縣首個開始播出數位電視的民營電視台。2011年7月24日，靜岡放送停止播出類比電視訊號。同年靜岡放送開始在網路電台radiko上播出節目。

## 廣播部門

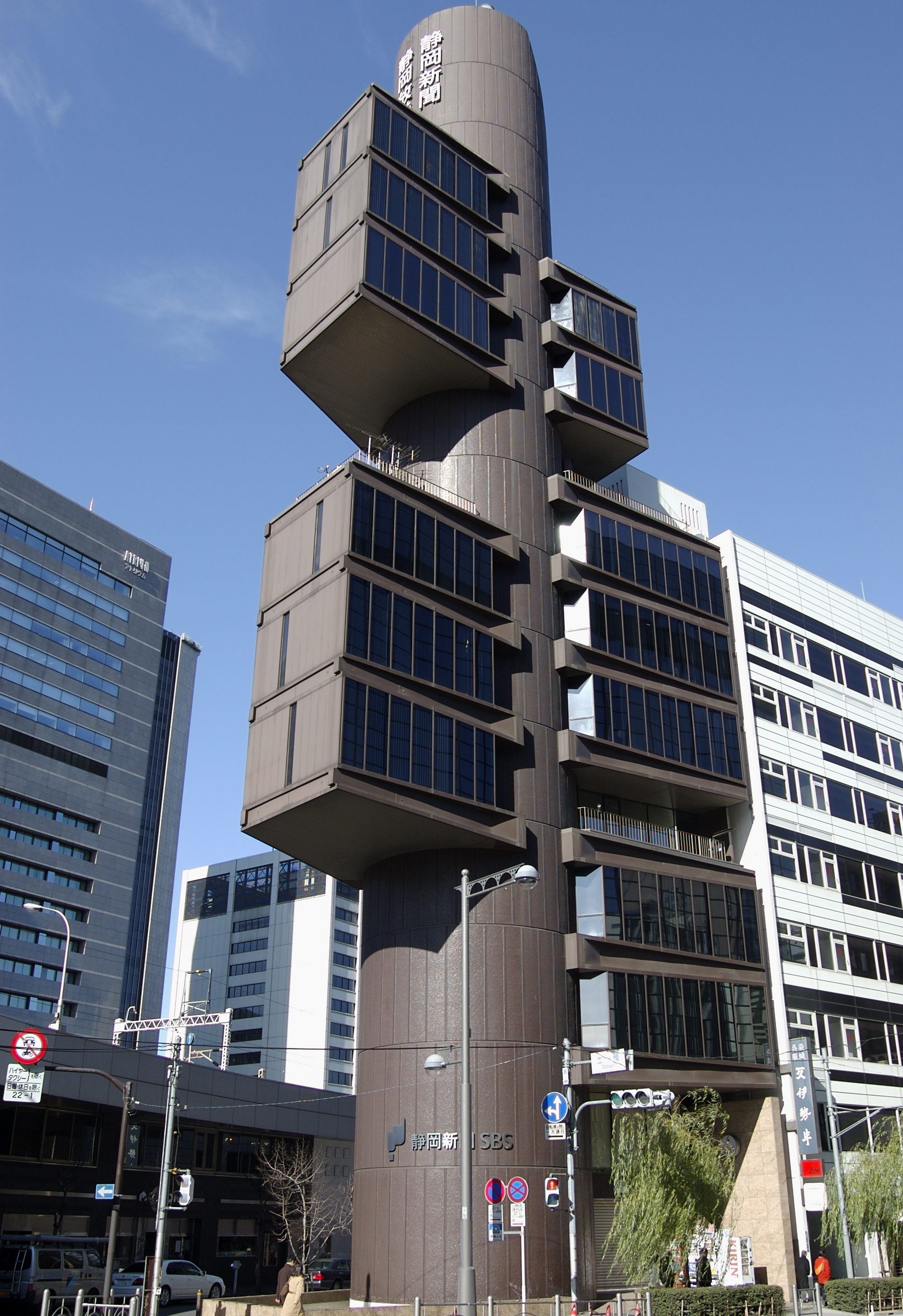
靜岡新聞·靜岡放送東京支社大廈，和靜岡放送總部同樣由丹下健三設計

在開播初期，靜岡放送除了自製的新聞節目之外，其他大部分節目都是聯播東京電台的節目。但自1953年8月開始，靜岡放送停止聯播東京電台節目，改為全面播出自製節目:44-45。1954年3月，靜岡放送率先報道第五福龍丸在比基尼環礁被氫彈爆炸波及的新聞，並通過聯播網在日本全國播出:45。1957年10月，靜岡放送轉播了在靜岡縣舉辦的第12屆国民体育大会:45。
1970年代，面臨聽眾紛紛流向電視的困難局面，SBS廣播開始製作帶狀長時間資訊、音樂節目以及深夜節目，試圖獲得司機、主婦、學生聽眾:56-57。1970年7月，SBS廣播開始聯播日本放送的《All Night-NIPPON》節目，實現24小時播出:57。1974年，SBS廣播製作了SBS廣播之歌，以提高知名度，並獲得民放聯賞廣告部門優秀賞:63。1977年11月1日至翌日，SBS廣播播出了25小時廣播馬拉松節目，並將節目中募集到的款項用於慈善:64。在開播30週年的1982年，SBS廣播再次播出類似節目，播出時間也延長到30小時，將募集到款項投入學校植樹活動:66。1989年，SBS廣播的營業額超過30億日元，獲得日本各地方電台首位:90。
1993年，SBS廣播的自製節目比例增加到56.9%:113。1995年和1996年，SBS廣播舉辦了SBS廣播祭（SBSラジオまつり），試圖在提高廣播知名度的同時拉近和聽眾的距離:116-117。在日本泡沫經濟時代末期，由於靜岡縣內日裔巴西人增加，SBS廣播在1991年於每週日播出面向巴西人的節目《Saude Marcia》（Saude Marcia〜マルシアに乾杯!），並在翌年將該節目改名為《Viva Shizuoka》，聽眾對象也擴大至所有在靜岡縣生活的外國人，獲得好評:87-88。

## 電視部門
靜岡放送電視在開播一個月之後就製作了多達8個自製節目，涵蓋了生活資訊、音樂、娛樂等多種領域:49。1969年4月開始播出的《SBS頻道》（SBSチャンネル）是靜岡放送電視首個帶狀資訊節目，並在同年10月改為在週六播出的1小時節目《SBS家庭秀》（SBSホームショー）:51-52。現在靜岡放送中週一至週五上午播出帶狀資訊節目《那個很讚！》，介紹靜岡縣內各地實用資訊。
靜岡縣第二家民營電視台靜岡電視台開播之後，靜岡放送在1971年設立了報道製作局，加強了新聞取材體制:55。同年SBS電視開播《SBS電視晚報》節目，每週一、三、五在傍晚18時播出30分，成為靜岡放送最初的大型新聞節目:55-56。翌年4月，《SBS電視晚報》成為週一至週五播出的帶狀節目。這一年11月27日至12月5日，該節目創下平均收視率達30%的紀錄。在靜岡縣擁有四家電視台的1979年4月，《SBS電視晚報》仍然維持了19.2%的收視率:75。1983年，靜岡放送D攝影棚完工，令《SBS電視晚報》以外的各節新聞亦由主播出鏡播報新聞:104。目前靜岡放送在週一至週五傍晚播出的帶狀新聞資訊節目是《ORANGE》，自2019年開始播出。1985年，SBS電視在週一至週五晨間播出《朝一番!SBS新聞廣角》，在晨間亦播出自製大型帶狀新聞節目:98。SBS電視還在1998年播出了日本首個帶狀地方深夜新聞節目《熱點新聞最終版》（気になるニュース最終便）:126-127。
1988年，SBS電視每月播出1期《靜岡發！想知道那裡》，在1993年曾獲得過33.2%的收視率紀錄，成為SBS電視的招牌娛樂節目:96。1996年，該節目成為SBS電視首個獲得民放聯賞最優秀節目賞的節目:121。
1981年10月，SBS電視開始製作《故鄉》（ふるさと）系列節目，其第一部作品是《故鄉三國志》（ふるさと三国志），介紹靜岡縣各地的歷史文化，並出版同名書籍:69-70。《故鄉》系列節目在此後還製作了「富士山」、「濱名湖」等系列:94-95。
靜岡縣內足球文化發達，而SBS電視也將足球轉播作為重點節目。1977年，SBS電視利用衛星直播日韓親善高中足球比賽，是日本的地方電視台首次播出衛星轉播彩色電視節目:70。在J聯賽開幕的1993年，SBS電視就開始轉播清水心跳的比賽:172。同年SBS電視還開始播出靜岡縣首個體育新聞節目《SBS週日體育》（SBSサンデースポーツ），在週日傍晚播出:172。靜岡放送還參與了磐田喜悅的設立，並在其升入J聯賽後持續轉播比賽:172。現在靜岡放送在每週六17時播出體育新聞節目《大家的體育》。

## 外部連結
- SBS電視台官方網站
- YouTube上的SBS（靜岡放送）
- SBS（靜岡放送）的Facebook專頁
- SBS（靜岡放送）的X（前Twitter）
- YouTube上的SBS（靜岡放送）的地方新聞
- SBS電台官方網站
- YouTube上的SBS電台頻道
- SBS電台的Facebook專頁
- Shizuoka Broadcasting System （页面存档备份，存于） - TMDb